# Endemit
Endemít je žival ali rastlina, ki jo je mogoče najti le v nekaterih omejenih predelih sveta (arealu). Fizični, klimatski in biološki faktorji lahko prispevajo k endemičnosti določene vrste. Endemizem v ekološkem smislu pomeni biti edinstven za točno določeno zemljepisno področje, habitat, državo ali kakšno drugo poljubno določljivo zemljepisno določeno področje. Da je nekaj endemično, pomeni da pripada točno določenemu kraju ali okolju in ga ni moč najti nikjer drugje. 
Vrsta, ali katerakoli druga taksonomska kategorija, ki je vezana na določeno geografsko območje, je zanj endemična. Biosfera (kakršno poznamo) je endemična za planet Zemljo. Nižje sistematske kategorije (redovi, družine, rodovi, vrste, podvrste) so navadno endemične za manjša območja. Šimpanzi so endemični za Afriko, horvatova kuščarica (Lacerta horvathi) za severozahodne Dinaride in sosednje dele Alp, človeška ribica (Proteus anguinus) za podzemne vode Dinarskega krasa, soška postrv za jadransko porečje, modrozelena cepljivka (Homoethrix cerkniensi) za Cerkniško jezero, zobati krapovec (Cyprinodon diabolis) pa za en sam izvir s površino 3m * 20m v severnoameriški puščavi Mojave.
Endemite strokovno obravnavajo v okviru naravno biogeografskih enot (Dinaridi, Alpe, Karpati), v poljudni literaturi pa pogosteje upoštevajo državne meje. 
Nasprotni pojem je kozmopolit.

## Endemiti glede na starost in izvor
Avtohtoni endemit se je razvil na mestu samem (in situ), kjer ga najdemo še danes.
Paleoendemit so evolucijsko stari endemiti. Paleoendemizem opisuje vrste ki so bile včasih široko razširjene danes pa so omejene na majhno območje. 
Neoendemit so evolucijsko mladi endemiti. Slednje so nastale v novejšem času s cepitvijo razširjene vrste v več lokalnih vrst ali podvrst. Neoendemizem opisuje vrste ki so nedavno divergirale in postale reproduktivno izolirane, oz. vrste, ki so s hibridizacijo postale nove vrste. To je običajen proces pri rastlinah še posebej tistih za katere je značilna poliplodija.
Reliktne vrste so ostanki v preteklosti razširjenih vrst, katerih areali so se zmanjšali v hladnejših obdobjih, predvsem v pleistocenu. Območja, kjer so se ohranile reliktne vrste, se imenujejo zavetišče (refugij). Reliktne vrste se lahko razvrščajo po geološkem obdobju, ko so imele širši areal - npr. terciarni, glacialni, postglacialni. Lahko jih delimo po mestu obstanka - relikt Julijskih Alp, balkanski relikt itd. Nekateri take relikte imenujejo tudi biogeografski relikti. Taksonomski relikti so ostanek nekdaj številčne skupine, ki pa je skoraj povsem izumrla. Dostikrat je taksonomski relikt tudi biogeografski (tuatara je edini preživeli rod prakuščarjev, ki je omejen samo na območje Nove Zelandije)
Ločimo endemite v ožjem (vrste, ki živijo izključno na manšem ozemlju, npr. na posameznem hribu, otoku, samo v Sloveniji) in širšem pomenu besede (sredozemski, dinarski alpski, evropski, palartični endemiti itd). Endemični so lahko tudi rodovi, družine, itd.

## Endemiti v Sloveniji
Slovenija je izjemno bogata z endemičnimi vrstami v ožjem pomenu besede. Med več kot 850 endemiti našega ozemlja je največ talnih (edafskih) živali, okrog 550 vrst in več kot 300 jih prebiva v kraškem podzemlju. Poleg teh živi na ozemlju Slovenije prek 500 znanih endemitov v širšem pomenu besede - razširjeni so še deloma ali v celoti na ozemlju severovzhodne Italije, južne Avstrije, Hrvaške, Bosne in Hercegovine ter Črne gore. To so tako imenovani dinarski in alpski favnistični elementi.
- človeška ribica (Proteus anguinus)
- črni močeril (Proteus anguinus parkelj)
- horvatova kuščarica (Iberolacerta horvathi)

Med rastlinami je 22 slovenskih endemitov in 24 endemitov (drugi viri navajajo 40), ki so deloma razširjeni na ozemljih sosednjih držav.
- kratkodlakava popkoresa (Moehringia villosa)
- Zoisova zvončnica (Campanula zoysii)